# Omorgus rusticus
Omorgus rusticus es una especie de escarabajo del género Omorgus, familia Trogidae. Fue descrita científicamente por Fåhraeus en 1857.
Esta especie se encuentra en Namibia, Botsuana, Angola, República Sudafricana, Zimbabue y Kenia.